# Граны
Гра́ны — стопки из тилакоидов, основные элементы внутренней структуры хлоропласта.

## Описание
Расположены перпендикулярно поверхности хлоропласта. В нём может находиться 10—50 гран, которые соединены между собой в единую систему ламеллами (межгранными тилакоидами). Размер гран — около 1 мкм.
В гранах расположены молекулы хлорофилла и происходит синтез углеводов.